# Избухването
„Избухването“ (на английски: Outrage) е японски екшън филм от 2010 г. на режисьора Такеши Китано.